# Ulrich I. (Chur)
Ulrich I. (* im 10. Jahrhundert; † 23. August zwischen 1024 und 1030) war zwischen 1000 und 1024 Bischof von Chur.
Ulrich findet erstmals Erwähnung, als er im Thronstreit 1002 Herzog Hermann II. von Schwaben unterstützte. Mehrmals hielt er sich in der Nähe Heinrichs II. auf. 1006 liess er sich vom König Güter und Rechte des Hochstifts sowie die Immunität bestätigen. Er unterzeichnete in Mainz, in Frankfurt 1007 und in Bamberg oder Fulda 1020 Verträge zur Errichtung des Bistums Bamberg. Zuletzt erwähnt wird er 1024, als er an der Versammlung der Suffraganbischöfe in Mainz teilnahm.